# Antonio Gutiérrez Vegara
Antonio Gutiérrez Vegara (Oriola, 1951) és un soldador, polític i sindicalista valencià.

## Biografia
Nasqué a Oriola, (Baix Segura) el 20 de maig de 1951. Des de molt jove va participar en el moviment sindical clandestí durant el franquisme. Amb 15 anys va patir la seva primera detenció. Des del seu IV Congrés Confederal en 1987 va ser secretari general del sindicat Comissions Obreres en substitució de Marcelino Camacho. En aquest període va allunyar Comissions Obreres de la influència del Partit Comunista d'Espanya, fins i tot ell mateix va abandonar-hi la militància el 1991.
En el seu últim congrés al capdavant de CCOO (1998) va assegurar que no pensava entrar en política. No obstant això a les eleccions generals espanyoles de 2004 va acceptar ocupar el cinquè lloc en les llistes del PSOE per Madrid, pel que va resultar elegit diputat per aquesta circumscripció.
Després de la victòria socialista a les eleccions del 14-M es va especular amb la possibilitat que Gutiérrez fos nomenat ministre de Treball, cosa que finalment no va succeir. Es declara lector retirat de Marx, i empedreït del seu paisà Miguel Hernández, així com de Federico García Lorca. Està casat i té una filla. El 6 d'octubre de 2000 li va ser atorgada l'Alta Distinció de la Generalitat Valenciana.
Va ser assessor de la Fundació Caja Madrid fins al 31 de març de 2004.
El juny de 2010 es va abstenir en la votació sobre la reforma laboral. Va trencar així la disciplina de vot del seu grup polític (PSOE) que hi va votar a favor. Novament va trencar aquesta disciplina de vot quan es va oposar a l'agost de 2011 a la Reforma Constitucional (pactada amb el PP però rebutjada per la resta de l'arc parlamentari i moviments ciutadans com el 15M) que suposaria la inclusió en la Constitució del sostre de dèficit, sense descartar el seu suport a un hipotètic referèndum de ratificació.

## Càrrecs com a diputat
- President de la Comissió d'Economia i Hisenda
- Vocal de la Comissió de Cooperació Internacional per al Desenvolupament
- Vocal de la Delegació espanyola en el Grup d'Amistat amb Marroc